# 失楽園

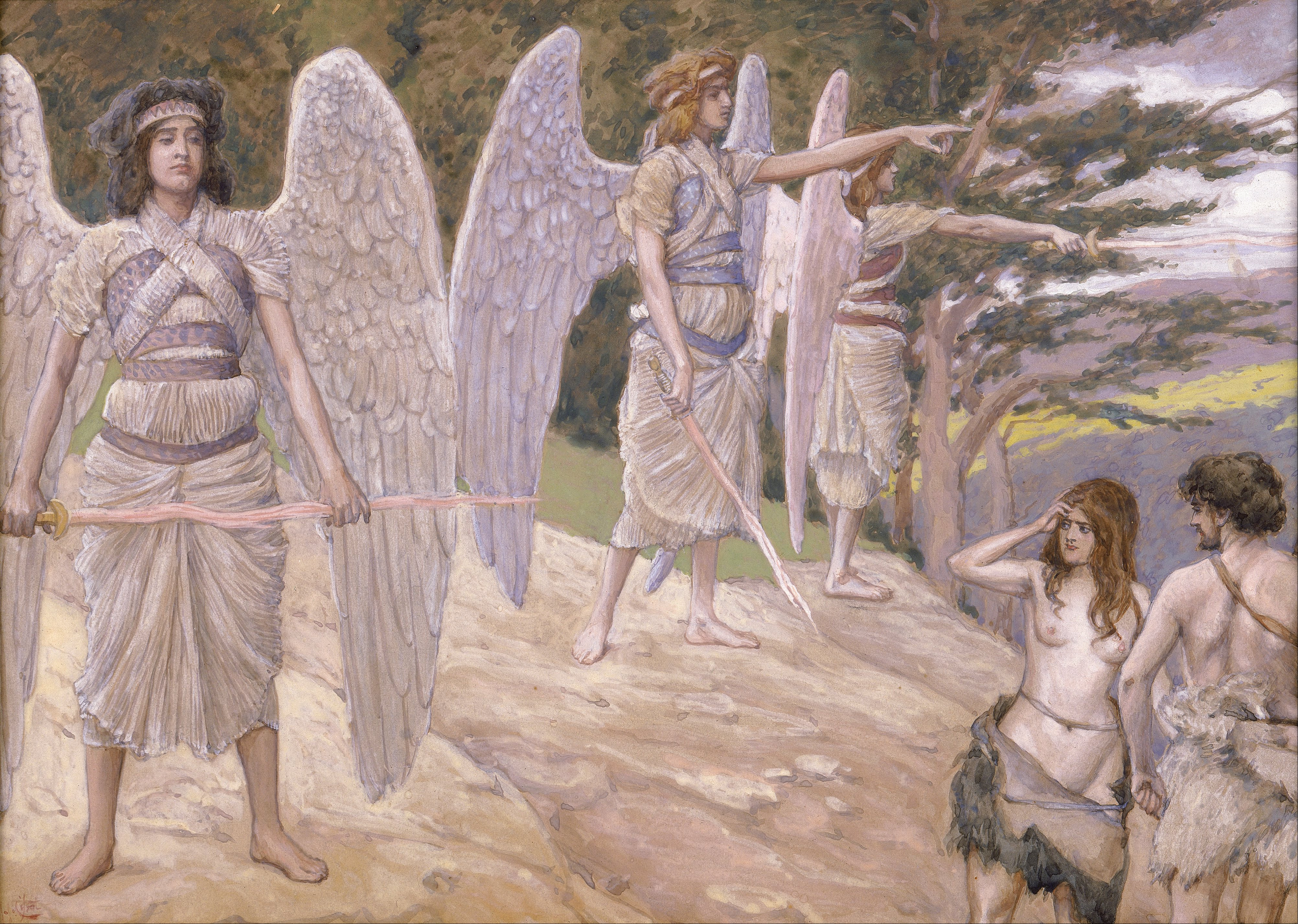
楽園を追放されるアダムとエバ（ジェームズ・ティソ画）

『失楽園』（しつらくえん、英語: Paradise Lost）とは、旧約聖書『創世記』第3章の挿話である。蛇に唆されたアダムとイヴが、神の禁を破って「善悪の知識の木」の実である「禁断の果実」を食べ、最終的にエデンの園を追放されるというもの。楽園喪失、楽園追放ともいう。

## ミルトンの著作

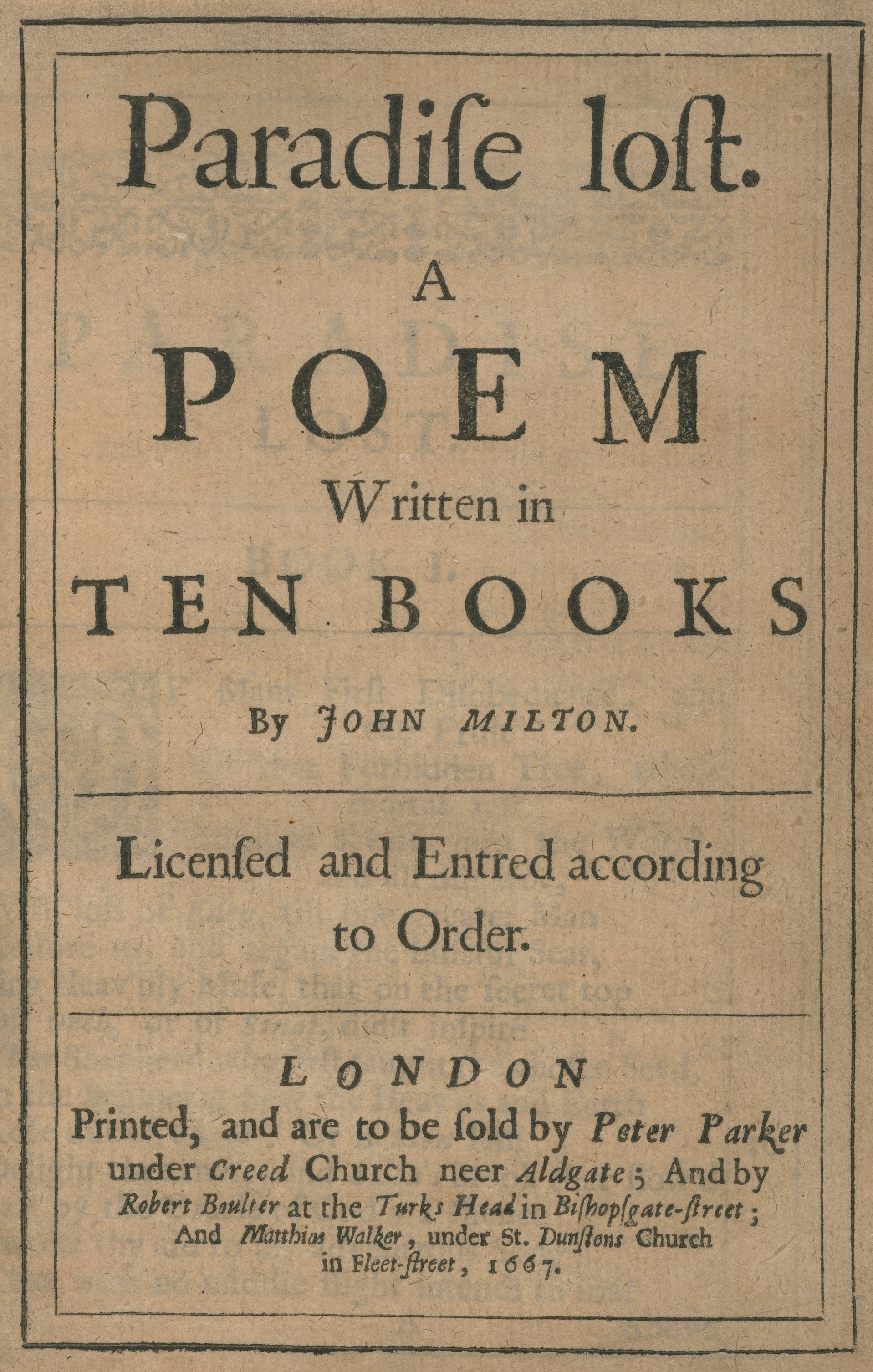
Paradise Lost の初版本

ユリウス暦1667年にイングランドの17世紀の詩人、ジョン・ミルトンによる旧約聖書の『創世記』をテーマにした壮大な初期近代英語の叙事詩。ヤハウェに叛逆して一敗地にまみれた堕天使のルシファーの再起と、ルシファーの人間に対する嫉妬、およびルシファーの謀略により楽園追放に至るも、その罪を自覚して甘受し楽園を去る人間の偉大さを描いている。『失楽園』に対応する作品として『復楽園』（楽園回復）もある。ダンテ・アリギエーリの『神曲』とともに、キリスト教文学の代表作として知られる。
ミルトンは悪魔学の専門家ではなかったが、その当時に見られた悪魔に対する様々な説を総合した独自の解釈を作中に盛り込んだ。ミルトンによる解釈はその後のキリスト教に影響し、殊にルシファーに関する逸話に大きな影響を与えた。ミルトンの詩の中では、ルシファーはヤハウェの偉大さを知りつつも、服従よりも自由に戦って敗北することを選ぶ、一種の英雄として描かれる。

### あらすじ
叙事詩は、神の軍勢に敗れたサタンと悪魔たちが地獄にいるところから始まる。悪魔たちはパンデモニウム（Pandaemonium、伏魔殿）を作り、神への反乱をどう続けるかを話し合う。ベルゼブブは、神の新しい創造物である地球を破壊することを提案し、サタンもそれに同意する。サタンは一人で奈落の底を越えて地球を探すことを提案する。地獄を出たサタンは、自分の子供である罪（Sin）と死（Death）に出会い、彼らはサタンの後を追って、地獄から地球への橋を架ける。
神はサタンが人間を堕落させることを予言し、御子（the Son）は人類のために自らを犠牲にすることを申し出る。サタンは混沌（Chaos）と夜（Night）を通り越して地球にたどり着く。サタンはケルビムになりすまし、天使の見張りをかわしていく。楽園（Paradise）に入ったサタンはその美しさに嫉妬する。サタンは最初の人間であるアダムとイヴを見て、彼らが知識の木の実（fruit of the Tree of Knowledge）を食べることを禁じた神の戒律について話し合っているのを耳にする。
その夜、アダムとイヴは罪のない性行為をして眠りにつき、サタンはヒキガエルに姿を変えてイヴにささやきかける。大天使ガブリエルはサタンを見つけ出し、対峙する。サタンは戦おうと考えるが、その時、神が空に金の天秤を吊るし、サタンは逃走する。イヴは不服従の夢から目覚める。二人の自由意志を確保するために、神は天使ラファエルを送り、アダムとイヴにサタンについて警告する。
ラファエルはアダムとイヴと一緒に食事をした後、サタンの天国での戦いについて説明する。かつてサタンは神の子に嫉妬し、天使の三分の一を説得して反乱を起こした。ただ一人、アブディエルという天使がその大義から離れ、神のもとに戻った。天使の軍勢は戦い、ミカエルが天の軍勢を率いた。反乱軍は痛みを感じたが、殺されることはなかった。反乱軍は善良な天使たちに大砲を撃ったが、その後、御子が彼らを天国から地獄に追いやった。ラファエルは、アダムを堕落させようとするサタンについて警告する。
ラファエルは天地創造の物語を語る。御子は光を創造し、次に星と惑星を創造し、そして動物と人間を創造した。アダムはラファエルに宇宙のことを詳しく尋ねるが、ラファエルは知識を求めすぎることを警告する。アダムはラファエルに最初の記憶を話し、イヴに肉体的に惹かれたことを認め、ラファエルは天国に戻る。
七日後、サタンがエデンに戻り、蛇に憑依する。一方イヴは、アダムと別々に働くことを提案する。アダムはそれに反論するが受け入れる。サタンはイヴを見つけ、おだてる。イヴがどうやって言葉を覚えたのかと尋ねると、サタンは知識の木の実を食べたと言う。サタンは、イヴがその実を食べて勇気を証明し女神になることを提案し、イヴはためらいながらも実を口にする。イヴはアダムにも実を差し出し、アダムはイヴが堕落したことに気づくが、二人が離れ離れにならないように実を食べるのだった。アダムとイヴは初めて欲情し、セックスをする。
神はこの二人を罰するために御子を遣わす。御子は、蛇には地面を這うさだめを、イヴには出産時の痛みと夫への服従を、アダムには食べ物を得るための労働を、それぞれ罰として課す。一方、サタンは地獄に戻り、罪と死を送り地球を堕落させる。その後、サタンと悪魔たちは蛇に変えられるという罰を受ける。
堕落（the Fall）の後、天使たちが地球を住みにくい環境に変え、動物たちは肉食となり人間に懐かなくなる。アダムとイヴはお互いを非難して言い争い、その末に今の自分達の心がどれだけ醜いかに気づく。イヴは責任を受け入れて自殺を考えるようになり、アダムは神に従うことでサタンに復讐することを提案し、二人は泣いて悔い改めるのだった。
神はミカエルを送り、二人を楽園から追放する。その前に、ミカエルはアダムに未来のビジョンを見せる。そこには彼の子供たちの犯罪や多くの罪深い世代、そしてノアの家族以外のすべての人間を神が殺す大洪水も含まれていた。バベルの塔、イスラエルの創造、エジプトからの脱出、そして最後には受肉した御子としてのイエスを見る。ミカエルは、堕落を償い、人類を救うための御子の犠牲を説明する。アダムは慰められ、イヴとともに涙ながらにエデンを後にしたのだった。

## 関連書籍
- ジョン・ミルトン『失楽園』 上、平井正穂訳、岩波書店〈岩波文庫赤206-2〉、1981年1月。ISBN 4-00-322062-5。
- ジョン・ミルトン『失楽園』 下、平井正穂訳、岩波書店〈岩波文庫赤206-3〉、1981年2月。ISBN 4-00-322063-3。
- ジョン・ミルトン『楽園の喪失』新井明訳、大修館書店、1979年。ISBN 4-469-24046-X。